# Leptomysis heterophila
Leptomysis heterophila är en kräftdjursart som beskrevs av H. Wittmann 1986. Leptomysis heterophila ingår i släktet Leptomysis och familjen Mysidae. Inga underarter finns listade i Catalogue of Life.